# Typ 45 24-cm-Haubitze
Die Typ 45 24-cm-Haubitze (japanisch 四五式二十四糎榴弾砲 Yongo-shiki nijūyon-senchi ryūdanhō) war eine Haubitze, die vom Kaiserlich Japanischen Heer im Ersten Weltkrieg und während des Pazifikkrieges von 1912 bis 1945 eingesetzt wurde. Die Bezeichnung Typ 45 deutet dabei auf das Jahr der Truppeneinführung, dem 45. Jahr der Herrschaft von Kaiser Meiji bzw. 1912 nach gregorianischem Kalender, hin.

## Geschichte
Während des Russisch-Japanischen Krieges 1904/05 hatte das japanische Heer gute Erfahrung mit der 28-cm-Haubitze L/10 bei der Belagerung von Port Arthur gemacht. Die in die Jahre gekommene 28-cm-Haubitze sollte durch eine ähnliche, aber modernere Waffe ersetzt werden. Während sie ursprünglich ein Design der Firma Armstrong war und in Lizenz gebaut worden war, wurde das neue Geschütz vollständig von japanischen Ingenieuren entworfen und war das erste schwere Geschütz seiner Art, das im Kaiserreich Japan entworfen und hergestellt wurde. 1912 erfolgte die Präsentation zweier Typ 45 Haubitzen in 20 cm und 24 cm Kalibern. Nach kurzen Tests wurde die Produktion des größeren Kalibers in Auftrag gegeben. Obwohl für den Feldeinsatz konzipiert, war die Typ 45 Haubitze mit einem Gewicht von 38000 kg ausschließlich als Belagerungsgeschütz vorgesehen. Es wurden zwischen 1912 und 1944 ca. 80 Exemplare produziert. Obwohl ihre Technik seit 1930 veraltet galt und sie durch ihre geringe Reichweite von 14.000 Metern eingeschränkt war, blieb die Typ 45 bis zum Ende des Zweiten Weltkrieges im Einsatz.

## Einsätze

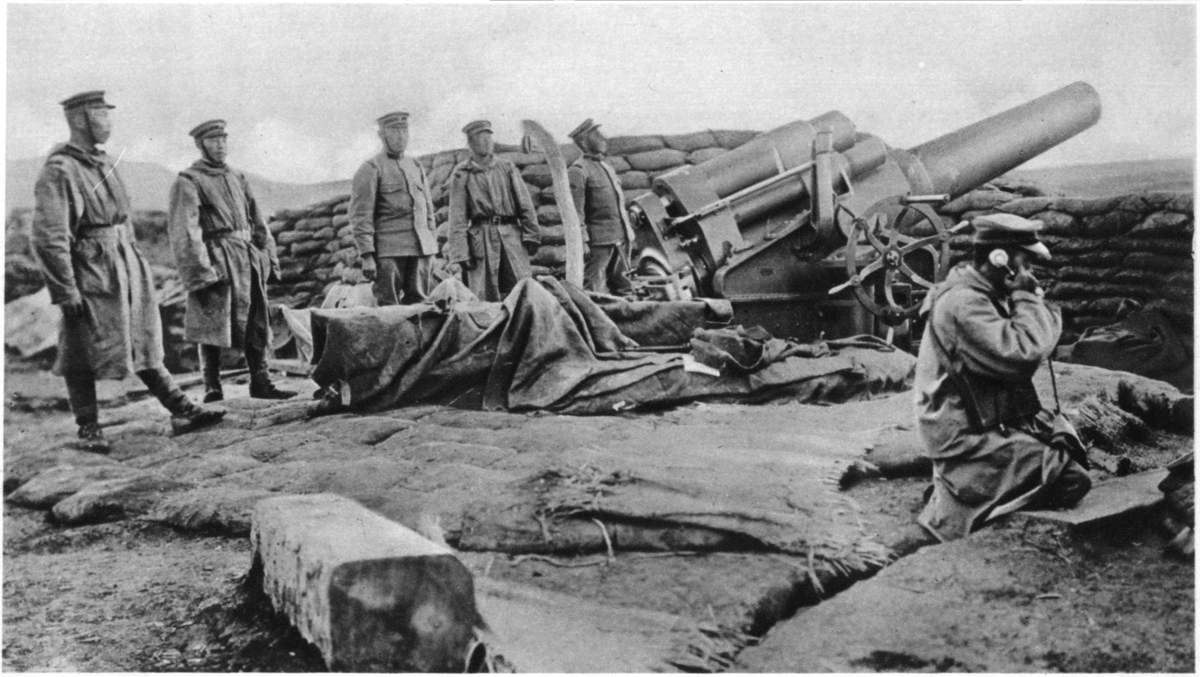
Eine Typ 45 Haubitze im Einsatz gegen deutsch-österreichische Truppen während der Belagerung von Tsingtau.

Ihren ersten Einsatz hatte die Typ 45 Haubitze 1914 während der Belagerung von Tsingtau. Der die japanischen Truppen kommandierende Generalleutnant Kamio Mitsuomi hatte strikten Befehl, hohe Verluste durch Infanterieangriffe auf stark ausgebaute Stellungen, wie dies bei der Belagerung von Port Arthur der Fall gewesen war, zu vermeiden. Aus diesem Grund bot das Kaiserlich Japanische Heer über 140 Geschütze auf, darunter einige Typ 45 Haubitzen. Nach siebentägigen Bombardement musste Tsingtau kapitulieren.
Erst 1941 wurden Typ 45 Haubitzen während der Schlacht um Hongkong eingesetzt, als das 1. Schwere Artillerie-Regiment sich an dem Bombardement der auf Hongkong Island verschanzten britischen Truppen beteiligte.
Während der Invasion der Philippinen 1942 hatten sich die amerikanisch-philippinischen Streitkräfte auf die Halbinsel Bataan zurückgezogen. Der erste japanische Angriff zur Zerschlagung des Gegners scheiterte am Widerstand der Alliierten. Deswegen schickte der Oberbefehlshaber der 14. Armee, Generalleutnant Homma Masaharu, starke Artillerie-Einheiten um der Lage Herr zu werden. Unter den 300 aufgebotenen Geschützen waren acht Typ 45 Haubitzen des 1. Schweren Artillerie-Regiment. Am 3. April 1942 eröffneten die japanischen Geschütze um 9:00 Uhr das Feuer, das bis 15:00 Uhr anhielt. In dem sechs Stunden anhaltenden Bombardement wurden allein durch das 1. Schwere Artillerie-Regiment 1047 Schuss abgegeben.
Im Verlauf der Invasion der Philippinen erfolgte am 4. Mai 1942 der Beschuss der Inselfestung Corregidor, bei der Typ 45 Haubitzen insgesamt 2915 Schuss abgaben. Corregidor fiel am 6. Mai 1942 in japanische Hände.
Im Februar 1940 wurden zwei Typ 45-Haubitzen in die Mandschurei zur Festung Kotō (chin. Hutou, Hulin) verlegt, um die japanische Verteidigung im Falle eines sowjetischen Angriffs zu stärken. Das japanische Heer hatte entlang der Grenze zur Sowjetunion acht Festungen anlegen lassen, wovon die Festung Kotō am Ussuri-Fluss die stärkste war. Großangelegte Festungswerke, ähnlich der Maginotlinie, wurden von der 4. Grenzschutz-Einheit bewacht. Die 1400 Mann starke Besatzung verfügte über zwei Batterien Feldgeschütze und Haubitzen, das Typ 90 24-cm-Eisenbahngeschütz sowie die Experimentelle 41-cm-Haubitze. Als die Sowjets im August 1945 in der Operation Auguststurm die japanischen Stellungen rund um die Festung Kotō angriffen wurde die gesamte Festungsbesatzung vernichtet und alle Geschütze außer dem Eisenbahngeschütz gingen verloren.

## Technik

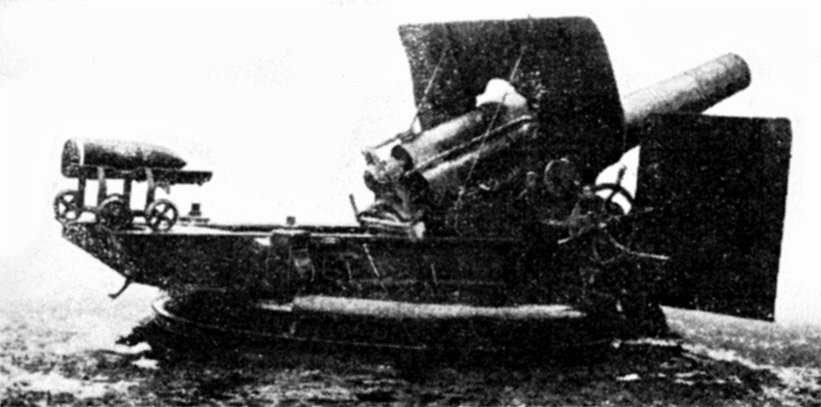
Rückansicht einer Type 45 24-cm Haubitze. Links im Bild der Ladeschlitten für die Geschosse

Bei ihrer Einführung 1912 war die Typ 45 Haubitze nach damaligen Maßstäben ein modernes Belagerungsgeschütz. Ihre 200 kg schweren Granaten konnten auf eine Entfernung von 14.000 Metern eine verheerende Wirkung erzielen. Transportiert wurde die 38.000 kg schwere Haubitze in zehn Teilen. Vier bis zu 6 Tonnen schwere größere Teile wurden von schweren Zugmaschinen gezogen, während die leichteren Teile von Lastkraftwagen transportiert wurden. Für den Aufbau der Geschützstellung benötigten 50 Mann unter der Zuhilfenahme eines 10-Tonnen-Kranes (Bestandteil der Typ 45-Batterie) zwei Tage.
Technische Daten
- Kaliber: 240 mm
- Kaliberlänge: L/16,2
- Rohrlänge: 3,892 m
- Höhenrichtbereich: −2° bis +65°
- Seitenrichtbereich: 240°
- Geschützgewicht: 38.000 kg
- Geschossgewicht: 200 kg
- Mündungsgeschwindigkeit V0 = 400 m/s
- Maximale Reichweite: 14000 m
- Produzierte Stückzahl: 80